# Lepidium appelianum
Lepidium appelianum är en korsblommig växtart som beskrevs av Al-shehbaz. Lepidium appelianum ingår i släktet krassingar, och familjen korsblommiga växter. Inga underarter finns listade i Catalogue of Life.